# Chobi (rivier)
De Chobi (Georgisch: ხობი) of Chobistskali (ხობისწყალი) is een rivier in west-Georgië, die vanuit het Egrisigebergte (Grote Kaukasus) door het Kolchetilaagland naar de Zwarte Zee stroomt. De rivier ligt geheel in de regio Samegrelo-Zemo Svaneti. De steden Chobi en Tsjchorotskoe liggen beide aan de oevers van de rivier. In het laagland wordt de rivier voor irrigatie gebruikt. Met een lengte van 150 kilometer is het een middellange rivier in Georgië met een vrij beperkt stroomgebied van 1340 km². De rivier stroomt vrij direct vanuit de bergen naar het laagland.
De bron van het water is voornamelijk regen. Het gemiddelde debiet op 30 km van de monding is 44,2 m³/s met een maximum van 333 m³/s. De belangrijkste zijrivier van de Chobi is de Chanistskali.
Tijdens de Tweede Wereldoorlog was er een tijdelijke basis van de Zwarte Zeevloot aan de monding van de Chobi.
In het dorp Koelevi, nabij de monding van de Chobi, werd in 2000-2005 een oliedepot voor tankers gebouwd. In 2014 werd de bouw van twee waterkrachtcentrales bij Moechoeri aangekondigd. De bouw hiervan is nog niet afgerond.